# Eupromerella griseofasciata
Eupromerella griseofasciata är en skalbaggsart som först beskrevs av Fuchs 1959.  Eupromerella griseofasciata ingår i släktet Eupromerella och familjen långhorningar.
Artens utbredningsområde är Paraguay. Inga underarter finns listade i Catalogue of Life.